# Kroatische Onafhankelijkheidsoorlog
De Kroatische Onafhankelijkheidsoorlog was een oorlog die duurde van 31 maart 1991 tot 12 november 1995 en leidde tot de afscheiding van Kroatië van de Federale Republiek Joegoslavië.
De oorlog had 10.668 doden, 2915 vermisten en 37.180 gewonden tot gevolg - volgens Kroatisch bronnen
 - en 300.000 mensen moesten vluchten.

## Tijdlijn van de belangrijkste gebeurtenissen
| Datum                             | Gebeurtenis                                           |
| --------------------------------- | ----------------------------------------------------- |
| 31 maart 1991                     | Bloedige Pasen van Plitvice                           |
| 2 mei 1991                        | Moorden bij Borovo Selo                               |
| 1 augustus 1991                   | Moorden in Dalj - deel 1                              |
| augustus 1991                     | Slag in Dalmatië                                      |
| september 1991                    | Slag om Vukovar begint                                |
| 14 - 19 september 1991            | Belangrijkste deel in de Slag om de Barakken          |
| 1 oktober 1991                    | Begin van de Belegering van Dubrovnik                 |
| 4 oktober 1991                    | Moorden in Dalj - deel 2                              |
| 5 oktober 1991                    | Kroatië begint algemene mobilisatie                   |
| 7 oktober 1991                    | JNA bombardeert de Kroatische regering                |
| 10 oktober 1991                   | Bloedbad van Lovas                                    |
| 10-13 oktober 1991                | Bloedbad van Široka Kula en Bukovac                   |
| 16 - 18 oktober 1991              | Bloedbad van Gospić                                   |
| 20 oktober 1991                   | Bloedbad van Baćin                                    |
| 31 oktober 1991 - 4 november 1991 | Operatie Otkos 10                                     |
| 7 november 1991                   | Etnische zuivering van Saborsko, Vukovići en Lipovaca |
| 18 november 1991                  | Slag om Vukovar eindigt met bloedbad                  |
| 18 november 1991                  | Bloedbad van Škabrnja                                 |
| 12 december 1991 - 3 januari 1992 | Operatie Orkan '91                                    |
| 13 december 1991                  | Bloedbad van Voćin                                    |
| 21 december 1991                  | Bloedbad in Bruška                                    |
| 21 juni 1992                      | Incident bij het Miljevciplateau                      |
| 22 januari 1993                   | Operatie Maslenica                                    |
| 9 - 17 september 1993             | Operatie Medak                                        |
| 1 - 3 mei 1995                    | Operatie Flash                                        |
| 2 - 3 mei 1995                    | Raketaanval op Zagreb                                 |
| 4 - 7 augustus 1995               | Operatie Storm                                        |

Sloveense Oorlog (1991) · Kroatische Oorlog (1991-95) · Bosnische Burgeroorlog (1992-95) · Kroatisch-Bosniakse Oorlog (1992-94) · Kosovo-oorlog (1998-99) · Operatie Allied Force (1999) · Conflict in de Preševo-vallei (2001) · Macedonisch conflict (2001)